# پسر بتمن
پسر بتمن (انگلیسی: Son of Batman) یک فیلم ویدئویی پویانمایی در سبک ابرقهرمانی به کارگردانی ایتن اسپالدینگ است که در سال ۲۰۱۴ منتشر شد. از صداپیشگان آن می‌توان به استوارت آلن، جیسون اومارا، توماس گیبسون، مورنا باکرین، جیانکارلو اسپوزیتو و شان ماهر اشاره کرد.

## داستان
بعد از مرگ رأس‌الغول توسط دستیار قدیمی خود اسلید ویلسون، تالیا الغول پسر خود دیمین وین را به گاتهام سیتی برده و به پدرش بروس وین (بتمن) می‌سپارد تا با هم آشنا شوند و از او محافظت کند...

## صداپیشگان
- استوارت آلن در نقش دیمین وین / رابین
- جیسون اومارا در نقش بروس وین / بتمن
- توماس گیبسون در نقش اسلید ویلسون / دث‌استروک
- مورنا باکرین در نقش تالیا الغول
- شان ماهر در نقش دیک گریسون / نایت‌وینگ
- جیانکارلو اسپوزیتو در نقش رأس‌الغول
- زاندر برکلی در نقش دکتر کرک لنگستروم
- دیوید مک‌کالوم در نقش آلفرد پنی‌ورث
- دی بردلی بیکر در نقش جوکر (تک‌جلوه)
- فرد تاتاسیور در نقش کیلر کراک